# Allocasuarina verticillata
Allocasuarina verticillata är en tvåhjärtbladig växtart som först beskrevs av Jean-Baptiste de Lamarck, och fick sitt nu gällande namn av Lawrence Alexander Sidney Johnson. Allocasuarina verticillata ingår i släktet Allocasuarina och familjen Casuarinaceae. Inga underarter finns listade i Catalogue of Life.

## Bildgalleri

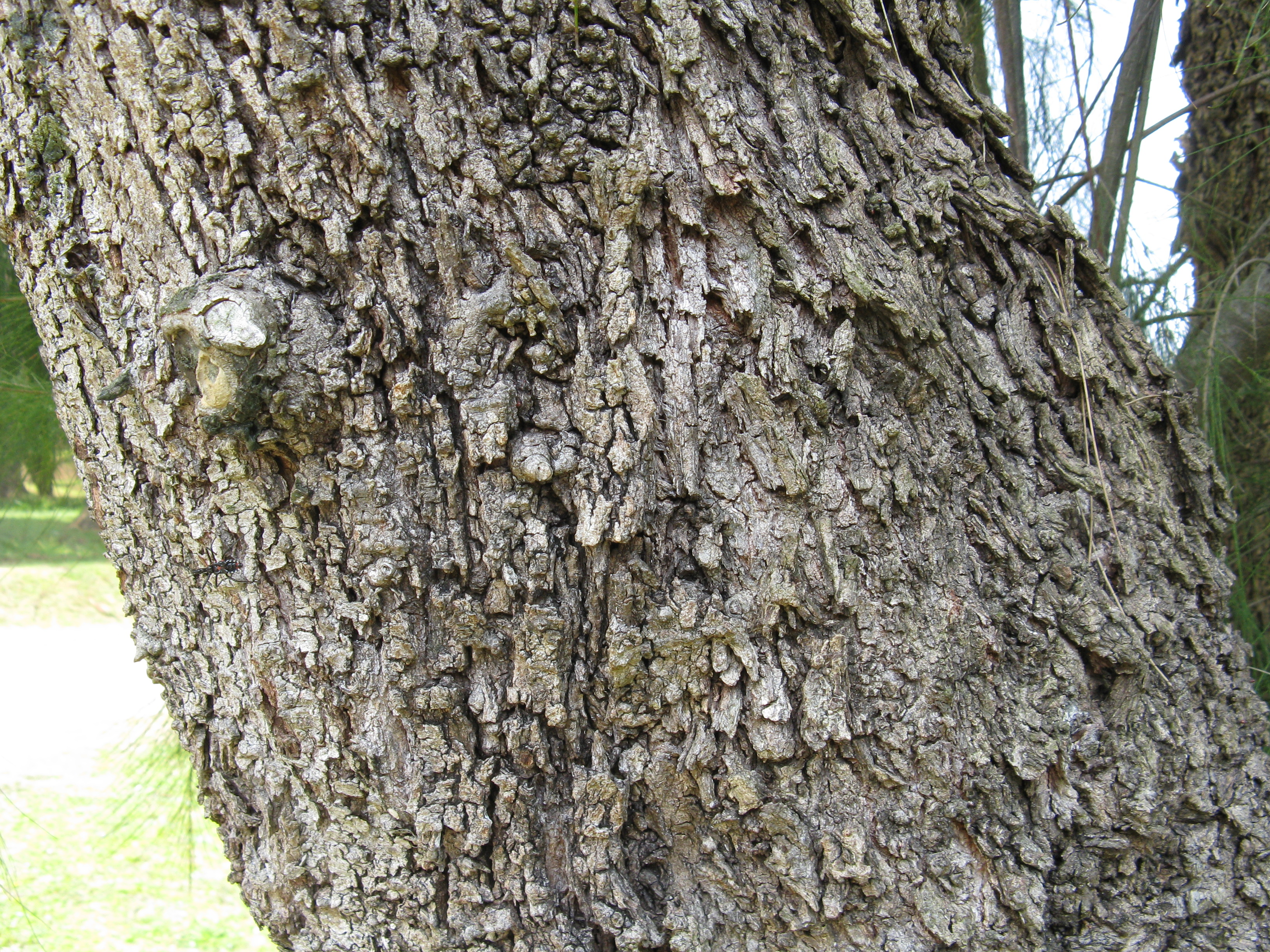
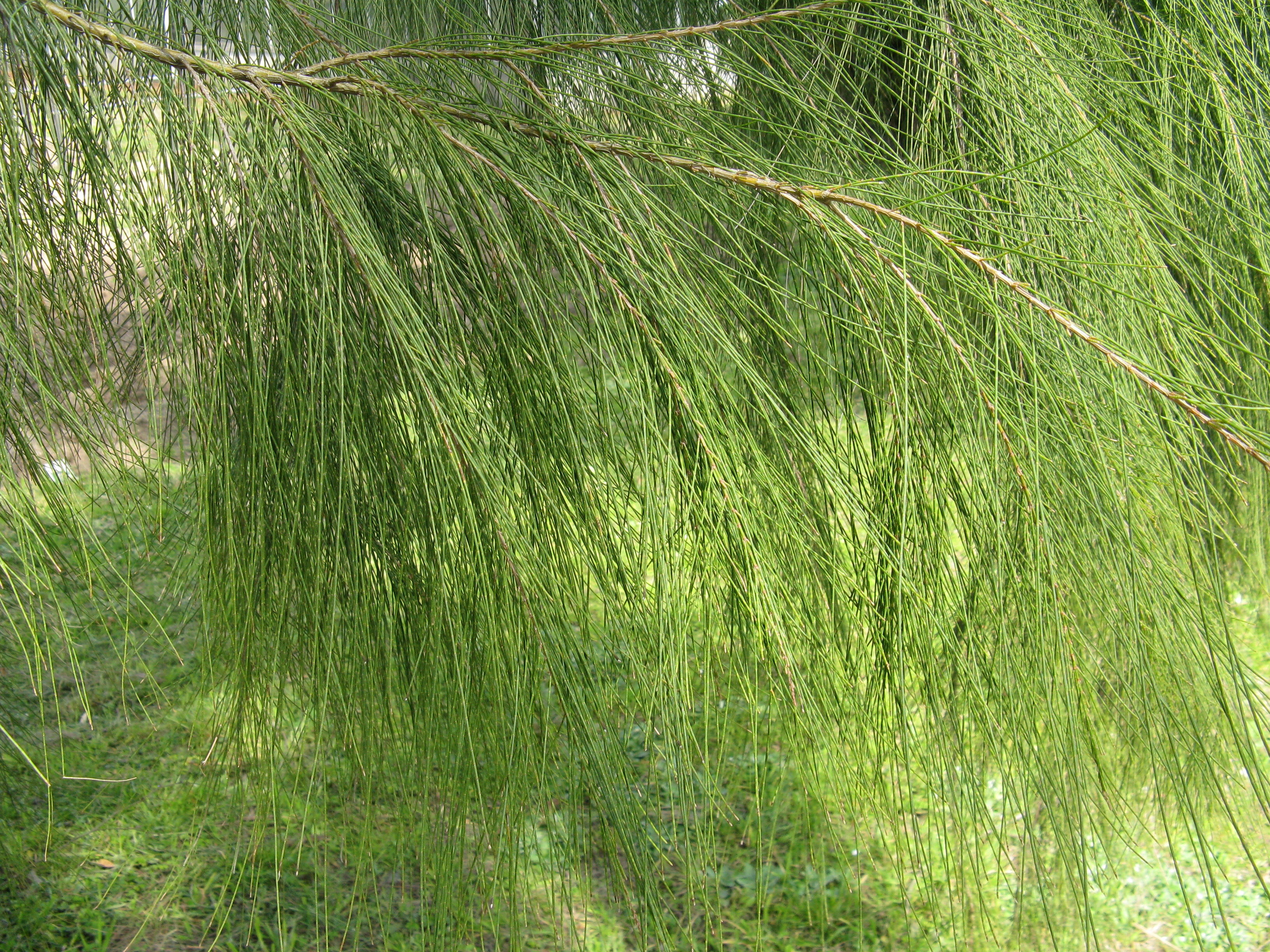
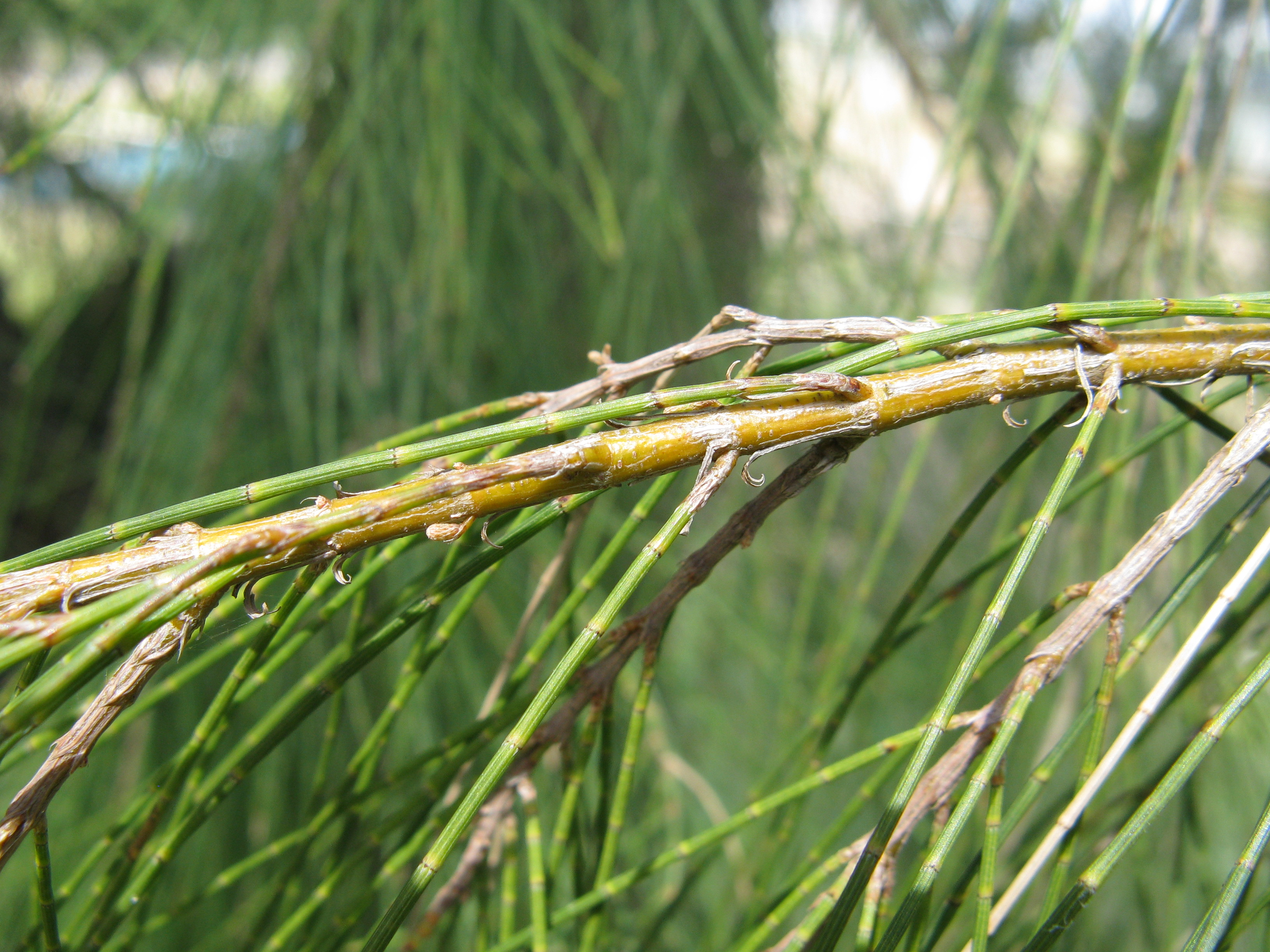
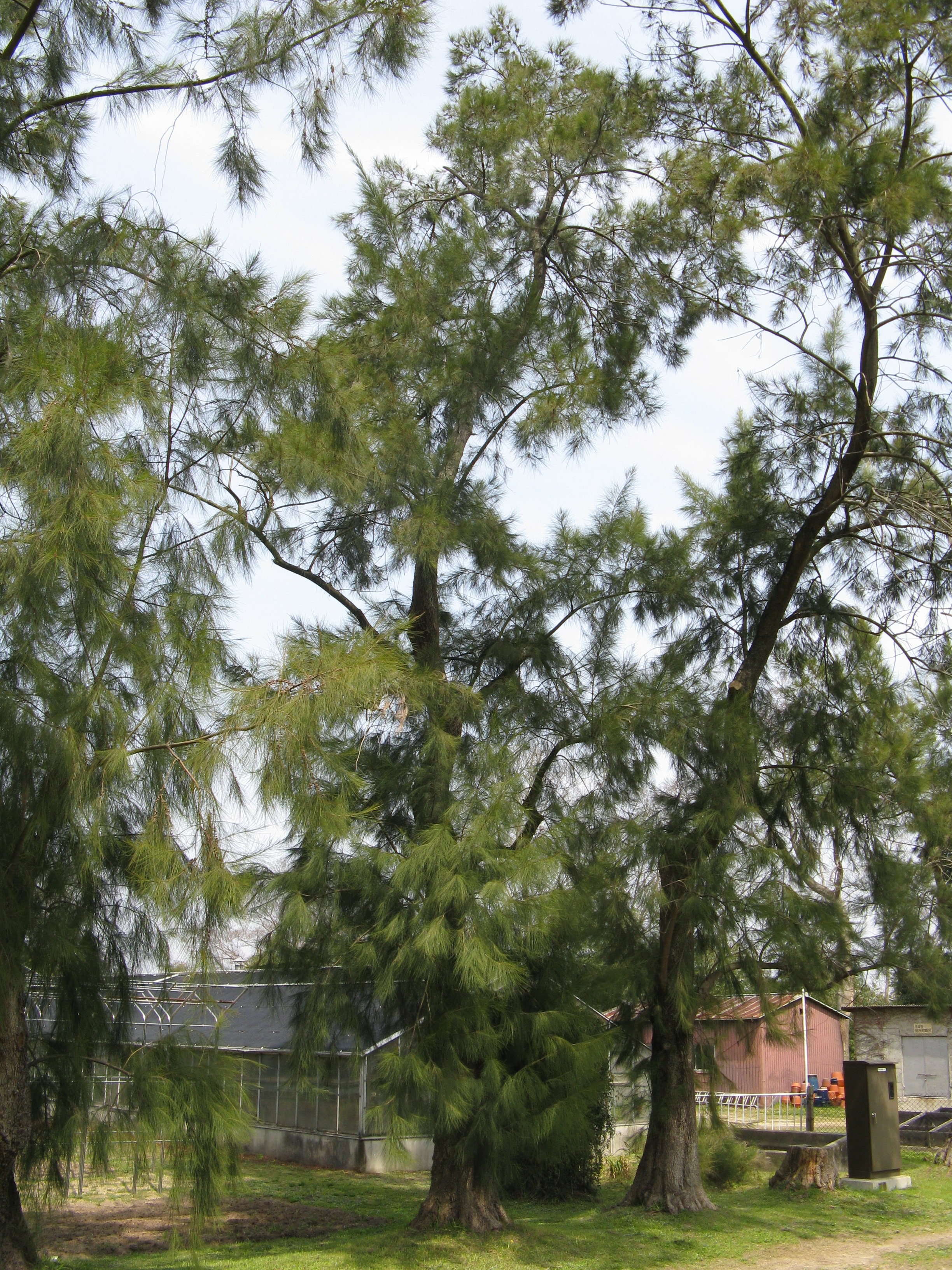
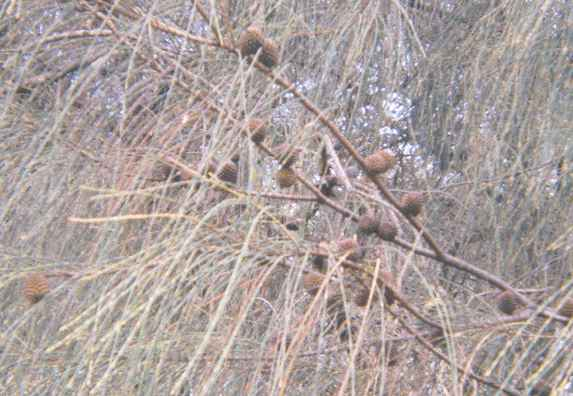